# Браневський повіт
Браневський повіт (пол. Powiat braniewski) — один з 19 земських повітів Вармінсько-Мазурського воєводства Польщі. Утворений 1 січня 1999 року в результаті адміністративної реформи. Виник на основі Браунсберзького повіту Східної Пруссії.

## Загальні дані
Повіт знаходиться у північно-західній частині воєводства.
Адміністративний центр — місто Бранево.
Станом на 1.01.2008 населення становить 43 267 осіб, площа 1201,65 км².
На терени повіту були депортовані 6240 українців з українських етнічних територій у 1947 році (т. з. акція «Вісла»).

## Демографія
Демографічні дані повіту станом на 30.06.2005:
|       | Всього | Всього | Жінки  | Жінки | Чоловіки | Чоловіки |
| ----- | ------ | ------ | ------ | ----- | -------- | -------- |
|       | осіб   | %      | осіб   | %     | осіб     | %        |
| Повіт | 44 067 | 100    | 22 192 | 50,4  | 21 875   | 49,6     |
| Міста | 23 545 | 100    | 12 158 | 51,6  | 11 387   | 48,4     |
| Села  | 20 522 | 100    | 10 034 | 48,9  | 10 488   | 51,1     |